# Walter Ernst Fricke
Walter Ernst  Fricke (* 1. April 1915 in Leimbach; † 21. März 1988 in Heidelberg) war ein deutscher Astronom, der auf dem Gebiet der theoretischen Astronomie arbeitete. Während des Zweiten Weltkriegs arbeitete er als Kryptoanalytiker.

## Leben und Wirken
Nach bestandenem Abitur in Aschersleben studierte Walter Fricke ab 1934 Astronomie, Mathematik und Physik an der Friedrich-Wilhelms-Universität Berlin. 1940 wurde er mit der Arbeit Der Einfluß eines widerstehenden Mittels in der Dynamik dichter Sternsysteme an der Berliner Universität zum Dr. rer. nat. promoviert. Die Dissertation entstand teilweise an der Sternwarte Göttingen unter Anleitung von Otto Heckmann. 1942 wurde er zum Assistenten an der Hamburger Sternwarte ernannt, deren Leitung 1941 Heckmann übernommen hatte. Aufgrund von Kriegsdienst und Gefangenschaft konnte Fricke jedoch erst 1946 diese Stelle antreten.
Während des Krieges im Jahr 1940 wurde er in die Nachrichtentruppe der Wehrmacht einberufen. Ab dem 15. Mai 1941 arbeitete er als Kryptograph und Kryptoanalytiker zunächst bei OKH/Chi, also der Chiffrierabteilung des Oberkommandos des Heeres, und ab 1. November 1944 bei der Chiffrierabteilung des Oberkommandos der Wehrmacht (OKW/Chi). Er befasste sich sowohl mit defensiver Kryptologie, also der Überprüfung der kryptographischen Sicherheit eigener Verschlüsselungssysteme, wie beispielsweise dem Doppelkastenschlüssel-Verfahren und der Enigma-Maschine, als auch mit offensiver Kryptologie, also der Entzifferung gegnerischer Verfahren, wie dem Bruch der von den US-Streitkräften benutzten Hagelin-Maschine.
Im Jahr 1951 habilitierte er sich mit seiner Arbeit Dynamische Begründung der Geschwindigkeitsverteilung im Sternsystem bei Heckmann an der Universität Hamburg. Von 1953 bis 1954 arbeitete er als Stipendiat der DFG an verschiedenen Observatorien in den USA: Yerkes-, Mount-Wilson- und Mount-Palomar-Observatorium sowie in Princeton (New Jersey).
Im Dezember 1954 wurde er in der Nachfolge von August Kopff kommissarischer und ab April 1955 planmäßiger Direktor des Astronomischen Rechen-Instituts in Heidelberg. 1961 wurde er ordentlicher Professor für Theoretische Astronomie an der Universität Heidelberg. Nach seiner Emeritierung im Jahr 1982 leitete er das Astronomische Rechen-Institut noch bis September 1985.
Zu Beginn seiner wissenschaftlichen Laufbahn beschäftigte sich Fricke mit theoretischen und Beobachtungsfragen der Kosmologie. Nach 1945 widmete er sich an der Sternwarte in Hamburg-Bergedorf Fragen der Kinematik und der Dynamik des Milchstraßensystems und damit verbundenen Fragen der Astrophysik. Daneben publizierte er mit Heckmann und Pascual Jordan 1951 eine wichtige Arbeit zur Erweiterung der Gravitationstheorie von Albert Einstein.
Mit der Übernahme der Leitung des Astronomischen Rechen-Instituts in Heidelberg wurde die Astrometrie sein Hauptarbeitsgebiet, wobei er speziell an der Verbesserung des astronomischen Bezugskoordinatensystems arbeitete. Er nimmt in der Geschichte der Astronomie einen wichtigen Platz ein, weil nach ihm eine fundamentale Konstante der Astronomie, die Präzessionskonstante, in einer von ihm begründeten scharfen Definition als „Fricke-Konstante“ bezeichnet wird.
Fricke war in zahlreichen wissenschaftlichen Gremien und Gesellschaften aktiv. So war er von 1969 bis 1972 Vorsitzender der Astronomischen Gesellschaft und von 1964 bis 1967 einer der Vizepräsidenten der Internationalen Astronomischen Union.
1974 wurde er zum Mitglied der Leopoldina gewählt. Er war Mitglied der Heidelberger und der Österreichischen Akademie der Wissenschaften. In die Akademie der Wissenschaften der UdSSR wurde er 1982 als auswärtiges Mitglied aufgenommen.
Er war Ehrendoktor der Universitäten in Thessaloniki und Bordeaux.
1974 wurde er mit dem Jules-Janssen-Preis ausgezeichnet. 1982 erhielt er den Brouwer Award der American Astronomical Society. Außerdem wurde der Asteroid (1561) Fricke nach ihm benannt.